# Pheidologeton kunensis
Pheidologeton kunensis é uma espécie de formiga do gênero Pheidologeton, pertencente à subfamília Myrmicinae.